# Comtat del Maine
El comtat del Maine fou una jurisdicció feudal de França amb capital a Le Mans.

## Història
El gendre de Carlemany, Rorgó o Roricó I, està testimoniat com a comte el 833 i 839. A la segona meitat del segle ix el comtat va esdevenir estratègic per les incursions normandes i bretones. El fill de Rorgó, Gausfred, comte del Maine, va combatre contra Salomó I de Bretanya i va participar en la batalla de Brissarthe (866) contra els normands, al costat de Robert el Fort.
Paral·lelament al segle viii i IX apareix un ducat del Maine o de Mans (ducatus Cenomannicus) que fou concedit a diversos prínceps carolingis i que sembla que reunia diversos comtats incloent el del Maine propi, estenent-se a la Baixa Normandia fins al riu Sena. El 748 el majordom de palau Pipí el Breu va donar el ducat al seu germanastre Gripó; el 790 Carlemany va fer el mateix amb el seu fill Carles el Jove. Carles el Calb el va donar al seu fill Lluís el Tartamut que després fou rei. Ragenold d'Herbauges i Nèustria fou el darrer a portar el títol de dux Cinnomanicus i era també comte de Maine doncs a la mort de Gausfrid el 878, el seu fill era molt jove per succeir-lo i llavors el comtat fou donat al cosí, Ragenold, un rorgònida d'una branca jove. Fou comte vers 878 i consta com a duc el 885.
Després de la mort de Rasgenold el comtat fou donat pel rei a Roger del Maine, casat a una princesa carolíngia (895) filla de Carles el Calb. Els rorgònides es van aliar llavors als robertins i el comtat va entrar en disputa entre les dues famílies. Gauslí II del Maine fou el darrer rorgònida que va dominar el comtat (893 - 895) que li fou confiscat pel rei Carles III el Simple, en benefici de Robert el Fort, ancestre dels Capets.
El 923 el rei Raül de França hauria cedit el Maine al duc normand Rol·ló. Al segle xi fou al centre de les disputes entre les dues potències de l'època: Anjou i Normandia. Hug III (992-1015) va haver de reconèixer la sobirania de Folc III d'Anjou, però sense fills, el comte Herbert II (+1062) va haver de designar successor testamentari a Guillem el Bastard després conegut com a Guillem el Conqueridor, que el 1063 va incorporar el país als seus dominis tot i l'oposició d'alguns senyors locals com Hubert de Sainte-Suzanne o Jofre II de Mayenne. El seu fill Robert Courteheuse es va casar amb Margarita del Maine (mort el 1063), germana de Herbert II del Maine i va esdevenir nominalment comte del Maine a la mort de la seva dona però fou Guillem que tenia el control. Els normands tingueren dificultats per dominar el Maine per l'oposició dels barons locals com Jofre II de Mayenne, i per la influència del comte d'Anjou Folc el Tauró.
El 1070 foren expulsats per una revolta que va portar al poder a Azzo d'Este, marit de Garsenda del Maine, filla de Herbert I. Van retornar el 1073 per poc temps, el 1088, el 1089 i el 1099. Elies de Beaugency (conegut també com a Elies de La Flèche), el nebot de Garsenda del Maine, va acabar per imposar-se com a comte. La seva filla es va casar a Folc V d'Anjou que el 1110 va recuperar el Maine a la mort d'Elies. Enric Beauclerc (Enric I d'Anglaterra) va acceptar reconèixer-lo com a comte a canvi del reconeixement de la sobirania feudal de Normandia sobre el Maine.
Folc V va transmetre el comtat al seu fill Jofre Plantagenet a la mort del qual el 1151, el seu fill Enric que ja era duc de Normandia feia un any, va reunir finalment els tres territoris.
El 1204 el rei Felip August va fer la guerra als Plantagenet dirigits per Joan sense Terra i va conquerir Normandia mentre el senescal Guillem des Roches va ocupar l'Anjou, el Maine i Turena per encàrrec del rei.
El 1331 la corona francesa va crear un comtat pairia. Després de la batalla de Verneuil el 1424 els anglesos van ocupar el Maine i Joan de Lancaster en va agafar el títol comtal. Els anglesos van abandonar Le Mans el 1448 i Fresnay el 1449. El 1429 el rei Carles VIII va crear el comtat de Laval separat del comtat del Maine, i dependent directament de França. Vegeu comtat de Laval.

## Llista de comtes
- Roger, comte de Mans citat el 710 i 724.
- Hervé, fill, comte de Mans citat el 748.
- Sense notícies vers 750-820

## Rorgònides (primera dinastia del Maine)
- 820 - 839: Rorgó I (mort el 839), comte del Maine i de Rennes, fill de Gauslí I del Maine primer ancestre conegut dels rogònides.
- 839 - 849: Gausbert (mort el 849), comte del Maine, germa
- 849 - 865: Rorgó II (mort el 865), comte del Maine, fils de Rorgó I
- 865 - 878: Gausfrid (mort el 878), comte del Maine, germà, marquès de Nèustria.
- 878 - 885: Ragenold (mort el 885), marques de Nèustria
- 886 - 893: Roger (mort el 900), comte del Maine, casat amb Rotilda (filla de Carles el Calb), vídua d'Hug de Bourges
- 893 - 895: Gauslí II (mort el 914), comte del Maine, rorgònide, fill de Gausfrid del Maine.
- 895- 900: Roger (mort el 900), comte del Maine, segona vegada

## Hugònides (segona dinastia del Maine)
- 900 - 950: Hug I (mort el 940), comte del Maine, fill de Roger, casat probablement amb una filla de Gauslí.
- 950- 992: Hug II (mort el 992), comte del Maine, fill
- 992- 1015: Hug III (mort el 1015), comte del Maine, fill
- 1015- 1035: Herbert I Despertagos (mort el 1035), comte del Maine, fill
- 1035- 1051: Hug IV (mort el 1051), comte del Maine, fill. Casat a Berta, filla d'Eudes II de Blois
- 1051- 1062: Herbert II (mort el 1062), comte del Maine, fill

## Cases de Vexin, Normandia, Este i Beaugency
- 1062- 1063: Gualter I de Vexin, comte de Vexin i d'Amiens, casat a Biota del Maine, filla de Herbert I
- 1063- 1069: Robert I Courteheuse, fill de Guillem el Conqueridor de Normandia, promès el 1063 a Margarite del Maine (mort el 1063), germana de Herbert II, darrer comte del Maine.
- 1069- 1093: Hug V del Maine (mort el 1097), fill d'Azzo II d'Este i de Garsenda del Maine, net del comte Herbert I; vend el comtat a son cosí Elies de Beaugency el 1093.
- 1093 - 1110: Elies I de Beaugency (mort el 1110), fill de Lancelí de Beaugency, senyor de La Flèche, i de Paula del Maine, neta del comte Herbert I
- 1110 - 1126: Eremburga (1091-1126), filla, casada a Folc V d'Anjou

## Casa d'Anjou
- 1109 - 1129: Folc I el Jove, comte d'Anjou després rei de Jerusalem (1095 - 1143)
- 1129 - 1151: Jofre V el Bell o Plantagenet (1113 - 1151)
- 1151 - 1151: Elies II del Maine, germà petit de Jofre V, mort el mateix any, uns mesos després que el seu germà.
- 1151 - 1156: Enric I Plantagenet, rei d'Anglaterra el 1154, duc de Normandia, (1133 † 1189)
- 1156 - 1158: Jofré VI (1134 † 1158), germà petit d'Enric I, investit de l'Anjou i del Maine par son germà Enric, mort sense descendència.
- 1158 - 1169: Enric I Plantagenet, recupera el comtat a la mort de son germà.
- 1169 - 1183: Enric II el Jove (1155 † 1183), segon fill d'Enric Plantagenet, investit de l'Anjou i del Maine per son pare, mort sense descendència.
- 1183 - 1199: Ricard Cor de Lleó (1157 † 1199), fill segon d'Enric Plantagenet, rei d'Anglaterra el 1189.
- 1199 - 1204: Joan sense Terra (1167 † 1219), quart fill d'Enric Plantagenet, rei d'Anglaterra el 1199; desposseït de l'Anjou, del Maine i de la Normandia pel rei de França Felip August el 1204.

## Primera casa capeta d'Anjou

armes dels comtes capets d'Anjou

- Joan de França o Joan Tristan (1219 - †1232), non va regnar, fill de Lluís VIII el Lleó, investit de l'Anjou i del Maine el 1226; mort sense descendència.
- 1246 - 1285: Carles I (1226 † 1285), rei de Sicíli i de Nàpols, germà
- 1285 - 1290: Carles II (1254 † 1309), rei de Nàpols, fill; el 1290 cedí Anjou i Maine en dot a la seva filla que es va casar a Carles III de Valois.

## Casa de Valois
- 1290 - 1299: Margarida (1273 † 1299), filla, casada a Carles III de Valois
- 1290 - 1313: Carles III de Valois 1270 † 1325), fill de Felip III, rei de France
- 1314 - 1328: Felip de Valois (1293 - 1350), fill. El 1328, Felip de Valois esdevingué rei de França (Felip VI) i aporta Anjou i Maine a la corona de França

## Segona casa capeta d'Anjou

Les armes dels ducs d'Anjou

- 1350 - 1384: Lluís I (1339 - 1384), rei titular de Sicília i de Jerusalem, comte de Provença, fill de Joan II el Bo, rei de França i net de Felip VI de Valois
- El 1360, l'Anjou fou erigit en ducat, incloent Maine.
- 1384 - 1417: Lluís II (1377 - 1417), rei titular de Sicília i de Jerusalem, comte de Provença, fill
- 1417 - 1434: Lluís III (1403 - 1434), rei titular de Sicília i de Jerusalem, comte de Provença, fill
- 1434 - 1441: Renat I (1409 - 1480), germà, rei titular de Sicília i de Jerusalem, comte de Provença
- 1441 - 1472: Carles IV (1414 - 1473), germà, rei titular de Sicília i de Jerusalem, comte de Provença
- 1472 - 1481: Carles V d'Anjou (1446 - 1481), rei titular de Sicília i de Jerusalem, comte de Provença, fill
- 1481 - 1515: A la corona

## Comtat d'assignació
- 1515 - 1531: Maria Lluïsa de Savoia (mare del rei Francesc I de França)
- 1515 - 1552: A la corona
- 1552 - 1576: Eduard Alexandre Enric (tercer fill d'Enric II de França)
- 1576 - 1581: Francesc Hèrcules (germà de l'anterior), duc d'Alençon
- 1581 - 1611: Carles II de Mayenne, comte d'Aumale i duc de Mayenne 1573-1611, fill de Francesc I de Guisa
- 1611 - 1621: Enric de Mayenne (1578-1621), fill, duc de Mayenne, d'Aiguillon (1599), marquès de Villars, comte de Tenda, de Sommerive, par de França
- 1621 - 1628 a la corona
- 1628 - 1640: Joan Baptista Gastó, duc d'Orleans (germà de Lluís XIII de França)
- 1640-1670: A la corona
- 1670 - 1736: Lluís August de Borbó, el duc de Maine, fill bastard de Lluís XIV de França i de Madame de Montespan
- 1736-1771: A la corona
- 1771-1790: Lluís Estanislau Xavier (futur Lluís XVIII)